# Ди Тицио (Кјети)
Ди Тицио (итал. Di Tizio) је насеље у Италији у округу Кјети, региону Абруцо.
Према процени из 2011. у насељу је живело 24 становника. Насеље се налази на надморској висини од 72 м.